# Еркович, Душан
Душан «Уча» Еркович (сербохорв. Душан "Уча" Јерковић / Dušan "Uča" Jerković; 2 февраля 1914, Огар — 29 ноября 1941, Кадиняча) — югославский сербский учитель, партизан времён Народно-освободительной войны Югославии (командовал Ужицким партизанским отрядом и его рабочим батальоном). Народный герой Югославии. Брат Небойши Ерковича, также партизана.

## Биография
Родился 2 февраля 1914 года в Огаре (ныне община Печинци в Воеводине). Родом из учительской семьи, которая во время Первой мировой войны бежала в Свилош, а потом вернулась в Огар. Окончил в 1936 году педагогическое училище и стал работать в селе Кадиняча. За антиправительственные высказывания сослан в боснийскую деревню Факовичи, где работал до начала войны. Состоял в Коммунистической партии Югославии.
После начала войны Душан ушёл в партизанское подполье, возглавив Рачанскую роту Ужицкого партизанского отряда. Проявил личную храбрость в ряде сражений и с сентября 1941 года стал командовать всем партизанским отрядом. Отряд освободил местечко Байина-Башта, шахты по производству сурьмы в Лисе, Иванице, Горобиле, Чаетине, Пожеге и Косиеричах. После взятия города Ужице была образована Ужицкая республика, а Ужице стал центром партизанского движения.
25 ноября 1941 года немцы предприняли наступление на Ужице, закончившееся разгромом республики. Обороной центра занимался лично Душан Еркович с Рабочим батальоном, командование которым принял на себя. В ходе ожесточённых боёв 29 ноября погибло более 200 человек, Душан также был смертельно ранен, но батальон ушёл от немцев.
25 сентября 1944 года Душан Еркович посмертно награждён орденом Народного героя Югославии. 19 сентября 1979 года Рабочий батальон награждён золотой звездой ордена «За заслуги перед народом» и Орденом Народного героя Югославии. Ныне именем Душана Ерковича названы многие школы и район Браче Еркович (в честь Душана и его брата Небойши).